# 阿伊特阿古瓦沙
36°37′04″N 4°13′57″E / 36.6178°N 4.2325°E
阿伊特阿古瓦沙（阿拉伯语：‎），是阿爾及利亞的城鎮，位於該國北部提濟烏祖省，由拉爾巴納特伊拉森區負責管轄，面積26平方公里，2008年人口4,306，人口密度每平方公里164人。